# Siège de Louisbourg (1745)
Pour les articles homonymes, voir Siège de Louisbourg.
Guerre de Succession d'Autriche
Batailles
- Mollwitz (04-1741)
- Chotusitz (05-1742)
- Sahay (05-1742)
- Prague (06/12-1742)
- Dettingen (06-1743)
- Cap Sicié (02-1744)
- 19 mai 1744
- Menin (05/06-1744)
- Ypres (06-1744)
- Furnes (07-1744)
- Fribourg (11-1744)
- Tournai (04/06-1745)
- Pfaffenhofen (04-1745)
- Fontenoy (05-1745)
- Hohenfriedberg (06-1745)
- Melle (07-1745)
- Gand (07-1745)
- Bruges (07-1745)
- Audenarde (07-1745)
- Termonde (08-1745)
- Ostende (08-1745)
- Nieuport (08/09-1745)
- Ath (09/10-1745)
- Soor (09-1745)
- Hennersdorf (11-1745)
- Kesselsdorf (12-1745)
- Culloden (04-1746)
- Mons (06/07-1746)
- Bruxelles (01/02-1746)
- Namur (09-1746)
- Charleroi (07/08-1746)
- Lorient (09/10-1746)
- Rocourt (10-1746)
- Cap Finisterre (1er) (05-1747)
- Lauffeld (07-1747)
- Bergen-op-Zoom (07/09-1747)
- Cap Finisterre (2e) (10-1747)
- Saint-Louis-du-Sud (03-1748)
- 18 mars 1748
- Maastricht (04/05-1748)

Campagnes italiennes
- Combat de Saint-Tropez (06-1742)
- Camposanto (02-1743)
- Villafranca (04-1744)
- Casteldelfino (07-1744)
- Velletri (08-1744)
- Madonne de l'Olmo (09-1744)
- Bassignana (09-1745)
- Josseau (10-1745)
- Plaisance (06-1746)
- Tidone (08-1746)
- Rottofreddo (08-1746)
- Gênes (1er) (12-1746)
- Gênes (2e) (07-1747)
- Assietta (07-1747)

- Raid sur Canseau
- Annapolis Royal (1er)
- Annapolis Royal (2e)
- Port-Toulouse
- Louisbourg
- Île Saint-Jean
- Saratoga
- Expédition d'Anville
- Fort Massachusetts
- Grand-Pré
- Fort no 4

Le siège de Louisbourg est un épisode de la guerre de Succession d'Autriche au cours de laquelle les forces coloniales de Nouvelle-Angleterre aidées d'une flotte britannique assiègent et capturent Louisbourg, la capitale de l'établissement français de Île-Royale (aujourd'hui île du Cap-Breton), alors troisième ville la plus peuplée de la Nouvelle-France.
Bien que la forteresse de Louisbourg était réputée pour ses défenses, une série de points hauts situés à proximité permettent aux assiégeants d'ériger des batteries de siège. De plus, le climat froid réduit l'efficacité des fortifications. La garnison du fort était peu payée et mal ravitaillée, ayant seulement 60% des embrasures qui sont équipées de canons, et ses chefs inexpérimentés lui faisaient peu confiance. Les assiégeant manquaient également d'expérience, mais finissent par se rendre maîtres des défenses alentour. Les assiégés, faisant face à un assaut imminent, finissent par se rendre.
Louisbourg est au cœur des négociations de paix à la fin de la guerre, sa prise représente une victoire britannique majeure pendant cette guerre. Des factions au sein du gouvernement britannique sont opposées à la restitution de la place, mais ces derniers ne seront pas écoutés et Louisbourg est rendue à la France après le traité d'Aix-la-Chapelle de 1748.
Louisburg Square à Boston, dans le Massachusetts, a été nommé en l'honneur de ce siège.

## Prélude
Les déclarations de guerre mutuelles entre la France et la Grande-Bretagne en 1744 sont perçues comme une opportunité par les colons britanniques en Nouvelle-Angleterre qui s'inquiétaient de la menace que Louisbourg représentait pour leur flotte de pêche au large des Grands Bancs de Terre-Neuve. Effectivement, dès la déclaration de guerre, les marchands maritimes de Louisbourg deviennent de véritables corsaires qui se lancent dans un projet de harcèlement des navires ennemis. Cette inquiétude se doublait parfois en paranoïa ou en fanatisme religieux, le tout entretenu par de faux récits exagérant la taille de Louisbourg et de ses fortifications. Un fort sentiment antifrançais règne alors au sein des colons britanniques d'Amérique du Nord.
La paranoïa des New Englanders augmente après l'envoi d'une flotte française depuis Louisbourg à l'été 1744 dans les parages du port de pêche britannique de Canso, attaquant un petit fort sur Grassy Island le réduisant en cendres. Ce port était utilisé par la flotte de pêche de Nouvelle-Angleterre en raison de sa proximité avec les zones de pêche; cependant, la souveraineté sur les îles Canso (y compris Grassy Island) était contestée par la France.

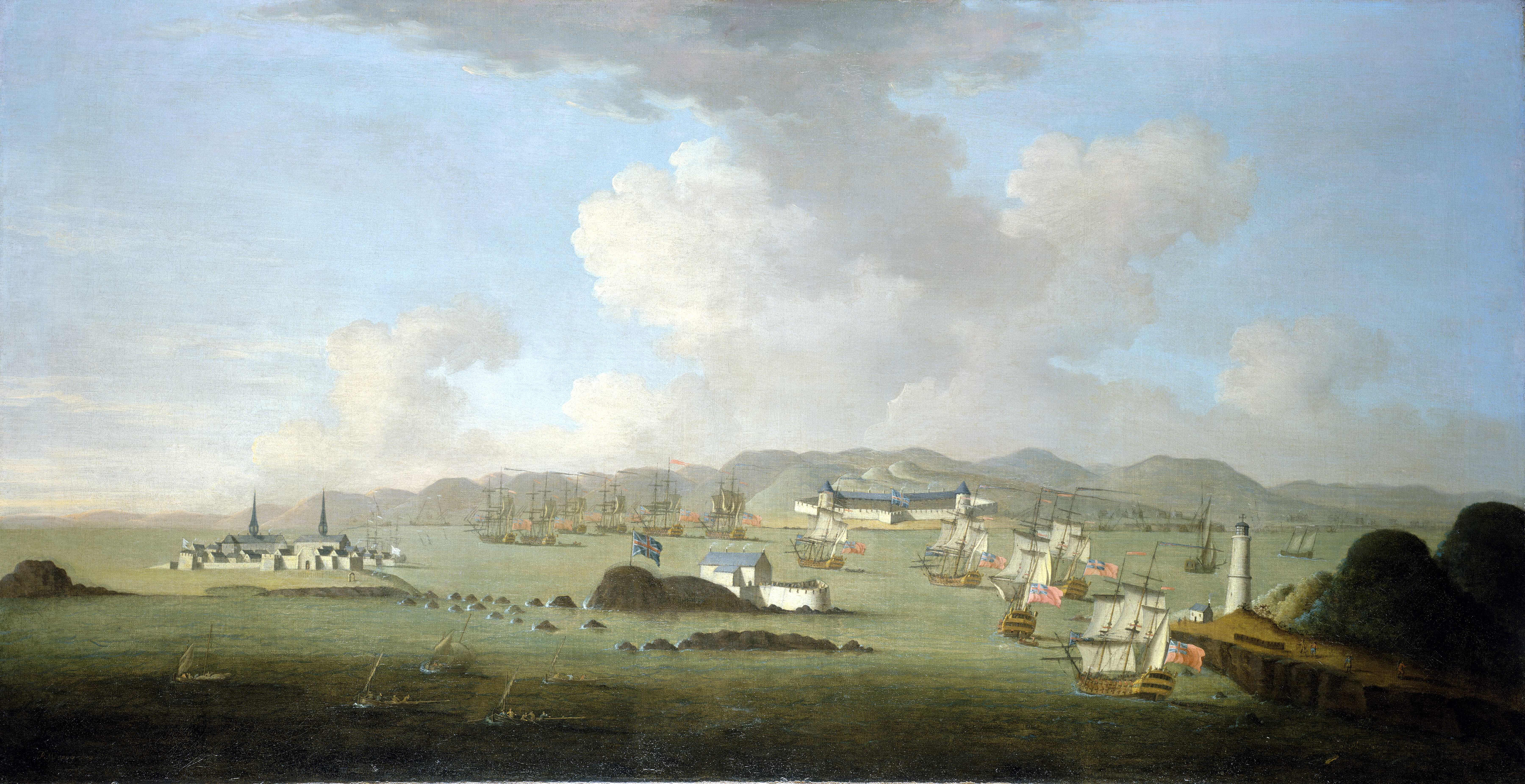
The Capture of Louisburg, 1745 par Peter Monamy.

Les hommes faits prisonniers pendant le raid sur Canseau, avec à leur tête l'officier John Bradstreet, sont dans un premier temps amenés à Louisbourg, où ils sont laissés libres de leurs mouvements. Certains étant militaires, ils prennent des notes sur la conception de la forteresse, de ses défenses, ainsi que de la taille de la garnison, de sa condition et de son armement. Ces hommes finissent par être renvoyés à Boston, où leurs renseignements, recoupés avec ceux des marchands se rendant à Louisbourg pour leurs affaires, se révèlent être précieux dans la préparation de l'attaque. John Bradstreet rencontra le gouverneur de la colonie de la baie du Massachusetts, William Shirley. Il lui remit son rapport sur Louisbourg dans lequel était soulignée l’importance de cette forteresse pour l’Empire français et sa vulnérabilité. William Shirley préparera une expédition d'envergure à la suite de ce rapport. John Bradstreet devenu lieutenant-colonel du 1er régiment du Massachusetts, participera au siège de Louisbourg. À la suite du raid sur Canseau, les dirigeants de Louisbourg envisagent d'attaquer Terre-Neuve, mais ceci sera abandonné.
Les Français, militaires et civils, ne disposaient pas des meilleures conditions à Louisbourg. Les réserves de nourriture étaient au plus bas en 1744, et les pêcheurs hésitaient à prendre la mer sans protection. Les hommes de troupe se plaignaient de ne pas avoir eu leur part des prises effectuées à Canso, dont les fruits n'étaient allés qu'aux officiers, qui revendirent ces prises en profitant de la pénurie. Le 27 décembre 1744, les troupes se mutinent en raison de leurs conditions et des retards de plusieurs mois dans leur paye. Bien que le gouverneur par intérim Louis Du Pont Duchambon soit parvenu à apaiser le mécontentement en faisant distribuer des provisions et en payant le retard de solde, l'hiver 1744 fut extrêmement rude, et la discipline ne fut maintenue qu'à grand peine. Duchambon était réticent à demander des renforts en France, ayant peur que son message soit intercepté et qu'il déclenche une attaque. Le bruit de la mutinerie parvient, cependant, jusqu'à Boston.

## La bataille

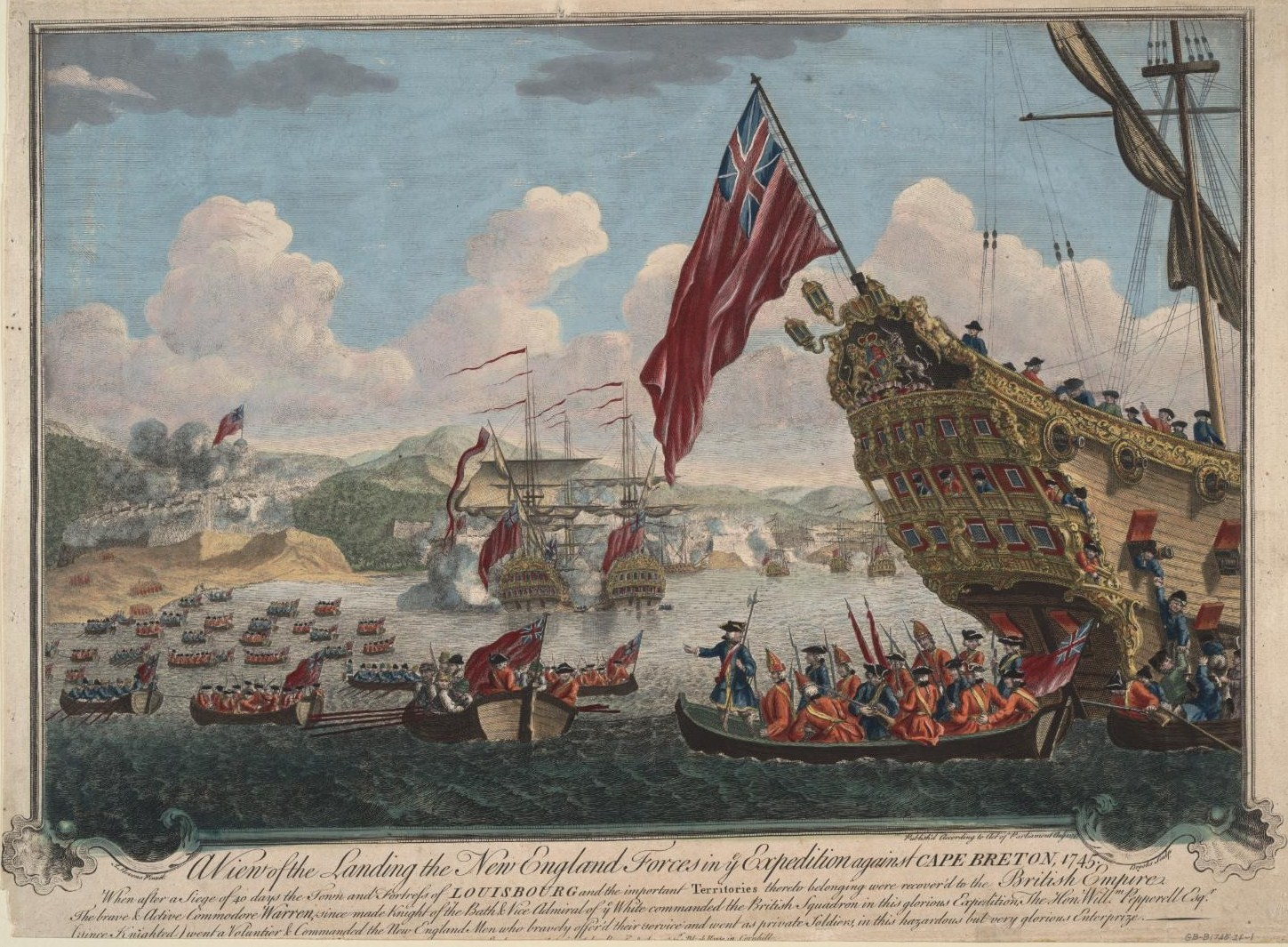
Le débarquement des troupes en provenance de Nouvelle-Angleterre sur l'île du cap Breton pour attaquer Louisbourg (dessin de 1747).

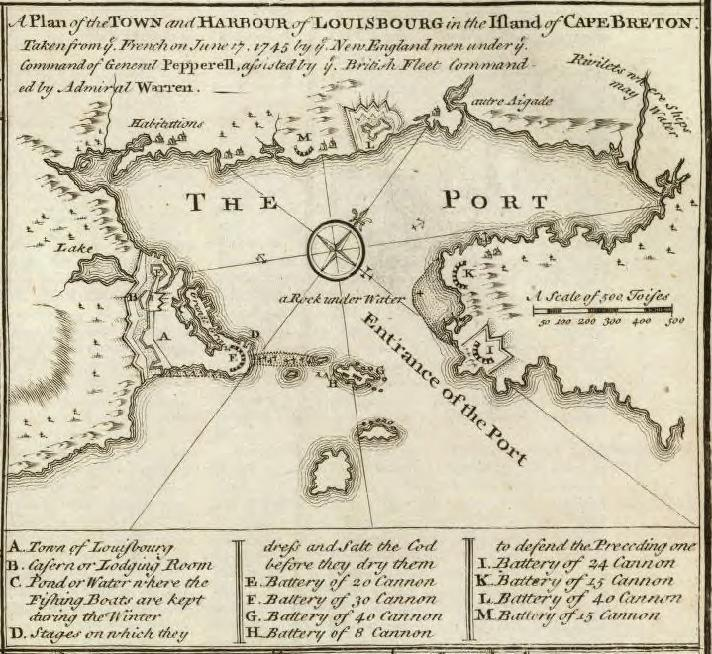
Carte du siège de Louisbourg, 1745.

En 1745, le gouverneur de la province de la baie du Massachusetts, William Shirley, parvient à assurer — grâce à une faible majorité de voix — le soutien de l'assemblée du Massachusetts à une attaque de la forteresse de Louisbourg. Shirley et le gouverneur de la province du New Hampshire, Benning Wentworth, demandent le soutien des autres colonies. Le Connecticut fournit 516 hommes, le New Hampshire 465, Rhode Island un navire, New York dix canons, et la Pennsylvanie et le New Jersey des fonds,. Les forces réunies sont placées sous le commandement de William Pepperrell de Kittery (dans la partie de la province du Massachusetts qui est aujourd'hui l’État du Maine), et une flotte de bâtiments provenant des colonies est placée sous les ordres du captain Edward Tyng. Le gouverneur Shirley envoie une requête au commodore Peter Warren, l'officier supérieur de la Royal Navy responsable de la Station des Indes occidentales, demandant à ce dernier de les soutenir en cas d'affrontement avec les vaisseaux de la marine royale française, bien plus puissants que les navires armés par les colonies. Dans un premier temps, Warren rejette cette demande, n'ayant pas l'autorisation de l'Amirauté à Londres de leur porter assistance. Quelques jours plus tard, il finit par recevoir les instructions de l'Amirauté, et met les voiles en direction des pêcheries de Nouvelle-Angleterre. L'expédition quitte Boston au début du mois de mars 1745 avec 4 200 soldats et marins et un total de 90 navires.
Les forces coloniales, qui par certains aspects pouvaient ressembler à une croisade religieuse, font escale à Canso pour se réapprovisionner. Là, elles sont rejointes par celles du commodore Warren, qui compte sous ses ordres 16 bâtiments. Fin mars, la flotte commence le blocus de Louisbourg, cependant des icebergs dérivaient depuis le golfe du Saint-Laurent et étaient nombreux dans les eaux entourant Louisbourg au printemps 1745, représentant un danger considérable pour des navires à coque en bois. Le mauvais temps et l'état général de désorganisation de la flotte de Nouvelle-Angleterre retardent à plusieurs reprises l'expédition ; cependant, ces navires trouvent le temps de harceler les bateaux de pêche français dans les eaux entourant l'Île Royale.
Les icebergs ayant disparu à la fin avril, le siège débute. Les forces terrestres de Pepperell parviennent sur place dans des navires de transport de troupe depuis Canso. Le 2 mai, il assiège Port-Toulouse (aujourd'hui St. Peter's) et détruit plusieurs villages côtiers dans la zone située entre Canso et Louisbourg. Les forces de Nouvelle-Angleterre débarquent le 11 mai à 8 kilomètres (4,97 mi) au sud-ouest de Louisbourg à Gabarus Bay dans une manœuvre de contournement et continuent par voie terrestre avec leurs canons sur des traîneaux conçus par le lieutenant-colonel Nathaniel Meserve (en) de la New Hampshire Militia (en), qui était charpentier de profession, jusqu'à la série de collines dominant les murs à l'ouest de la forteresse.
À l'exception de la petite force commandée par Pierre Morpain, le commandant de la forteresse, le débarquement du 11 mai et l'approche de la forteresse par les forces coloniales ne rencontre pas d'opposition. Bien qu'informées des intentions belliqueuses de l'Angleterre, les autorités françaises décident de ne pas augmenter les défenses de la ville. Les défenseurs de la forteresse sont alors bien moins nombreux que les assaillants, et le manque de confiance de Duchambon dans ses troupes conduit ce dernier à les garder à l'intérieur de la forteresse plutôt que de les confronter aux forces de débarquement. Les Français qui défendent Island Battery, place d'importance stratégique, repoussent avec succès plusieurs assauts, infligeant des pertes importantes aux troupes de Nouvelle-Angleterre. Chargé de convoyer armes et munitions sur le Vigilant, l'officier de marine Alexandre Dubois-Descours tombe dans une embuscade - à moins qu'il ne s'y jette en se laissant détourner de sa mission. Cinq vaisseaux l'attaquent. Sa défense ne peut venir à bout d'un ennemi supérieur en nombre. Vaincu avec de lourdes pertes, il sera emprisonné dix mois à Londres. Cependant, les troupes coloniales parviennent à établir leurs batteries à Lighthouse Point, point culminant de l'île, et obligent ses défenseurs à l'abandonner.
Le 15 juin, des renforts français et indiens conduits par Paul Marin sont arrêtés à la bataille de Tatamagouche, et ne peuvent rejoindre Louisbourg. Le siège des troupes de Nouvelle-Angleterre est soutenu par la flotte du commodore Warren et, pendant les 47 jours (6 semaines et 5 jours) du siège, cette dernière bombarde la forteresse. Les Français capitulent le 28 juin 1745. La nouvelle de la victoire parvient au gouverneur Shirley à Boston le 3 juillet qui, par coïncidence, était le jour de la rentrée à Harvard (et également une journée de célébration en tant que telle). Toute la Nouvelle-Angleterre célèbre la chute de la puissante forteresse française sur l'Atlantique.

## Conséquences
Les pertes des troupes de Nouvelle-Angleterre dans la bataille sont modestes, bien que la garnison qui occupera la forteresse pendant l'hiver suivant subira de nombreuses pertes du froid et de la maladie.
L'action de Duchambon pendant la mutinerie et le siège donnent lieu à une enquête à son retour en France en août 1745. Duchambon est défendu grâce au témoignage de François Bigot, l'intendant de Louisbourg, qui rejettera les torts sur d'autres. Duchambon se retire du service avec une pension en mars 1746.
William Pepperrell et Peter Warren sont tous deux richement récompensés pour leur succès. Warren, en plus de sa part de prise, est promu au grade de Rear Admiral. Pepperrell est fait baronnet par le Roi George II et reçoit une commission de colonel dans un nouveau régiment (en), numéroté 66e à l'époque (il ne doit pas être confondu avec le futur 66th Regiment of Foot (en)). Le Gouverneur Shirley reçoit également une commission de colonel pour lever son propre régiment (en).
La France et la Grande-Bretagne prépareront toutes deux des expéditions à destination de l'Amérique du Nord, dans les mois qui suivent la capture. La grande expédition du duc d'Anville commandée par le Duc d'Anville est envoyée depuis la France pour reprendre Louisbourg et de reconquérir l'Acadie en 1746. Cependant, elle est dispersée par une tempête, décimée par la maladie et attaquée par une flotte britannique, elle n'atteindra jamais la forteresse. Le gouvernement britannique prévoit, sur les suggestions de Shirley et Warren, de mettre sur pied une deuxième expédition pour prendre Québec. Pour plusieurs raisons, l'avancement de la saison et les vents contraires, l'expédition de 1746 ne quittera jamais les eaux européennes, et est — au lieu de cela — détournée vers le port de Lorient, alors assiégé. Bien que l'idée d'une telle expédition réapparaisse en 1747, elle n'aura pas lieu non plus.
Lorsque la guerre prend fin avec la signature du traité d'Aix-la-Chapelle en 1748, la forteresse de Louisbourg est rendue à la France contre la rétrocession de Madras à la Grande-Bretagne, et le retrait des troupes françaises des Pays-Bas. La décision de rendre Louisbourg soulève à Londres une vague d'opposition contre le gouvernement Pelham, sans effet. En 1758, la forteresse est capturée à nouveau par les Britanniques pendant la guerre de Sept Ans, cette fois-ci de manière permanente, l'Île Royale et une grande partie de la Nouvelle-France sont cédées à la Grande-Bretagne selon les termes du traité de Paris (1763).